# Haxe
Haxe es un lenguaje de programación multiplataforma de alto nivel, de código abierto y compilador que puede producir código fuente para distintas plataformas desde un único código fuente. El código escrito en Haxe puede ser compilado a código fuente en  Adobe Flash, Javascript, Lua, Python, C++, C#, Hashlink, Java y Neko (creado por el mismo desarrollador) y de lado del servidor en PHP, Apache CGI y Node.js.
Haxe incluye un conjunto de funcionalidades comunes que son compatibles con todas las plataformas, como tipos de datos numéricos, texto, arrays, binarios y otros formatos de archivos comunes. Haxe también incluye APIs exclusivas de las plataformas, pero a partir de 2012, sólo admite un subconjunto de las funciones disponibles en cada plataforma, y solo la API de Flash es totalmente utilizable.
Haxe fue desarrollado por Nicolas Cannasse y otros colaboradores, y fue llamado Haxe porque era corto, simple, y con una X dentro, que el autor afirma con humor que es necesario para que una nueva tecnología tenga éxito. Haxe se pronuncia "hex" (/heks/) aunque los autores de un libro publicado lo pronuncian "hacks".

## Arquitectura
El desarrollo de Haxe empezó en octubre de 2005 y la primera versión beta salió en febrero de 2006. Haxe 1.0 salió en abril de 2006, que soporta aplicaciones de Adobe Flash.
Haxe es el sucesor de código abierto de ActionScript 2 compilador MTASC, también creado por Nicolas Canesse, y está liberado bajo Licencia Pública General de GNU versión 2. Haxe tiene mucho en común con ActionScript 3. El compilador de Haxe está desarrollado en el lenguaje OCaml. No es necesario saber OCaml para desarrollar aplicaciones en Haxe.
El compilador de Haxe es un compilador optimizado, y contiene las siguientes características de optimización:
- Funciones de expansión en línea
- Plegado constante
- Eliminación de código muerto

El rendimiento de aplicaciones desarrolladas en Haxe depende de la plataforma destinada,y en el caso de ActionScript 3, programas producidos usando el compilador de Haxe normalmente funcionan más rápidos que programas producidos usando el compilador Adobe Flex SDK.
Para ayudar a aprovechar código existente, la comunidad de código libre ha creado conversores de código fuente experimentales para los siguientes lenguajes:
- ActionScript 3 a Haxe.
- C# a Haxe.

Las ventajas de usar Haxe incluyen:
- Independencia de la plataforma
- Un lenguaje de alto nivel totalmente desarrollado
- Dispositivos que admiten solo C++

## Soporte de la plataforma
El código Haxe puede ser compilado en bytecode para máquinas virtuales diferentes como las de Adobe Flash Player y Neko, y puede generar código fuente para ActionScript 3, JavaScript, e incluye soporte experimental para C++ y C#. Esta estrategia de compilar a múltiples códigos fuente de distintos lenguajes está inspirada por el paradigma escribe una vez, ejecuta en todas partes. Esto también permite al programador elegir el mejor compilador para su trabajo.

### Soporte total
Hasta 2012, Haxe pueden compilar en las siguientes plataformas con la API de la plataforma completa:
- Flash Player 6-8 (AVM1)
- Flash Player 9-11 (AVM2)
- ActionScript 3
- Neko
- JavaScript (lado del cliente)
- JavaScript para Node.js (lado del servidor)
- PHP 5

### Soporte parcial
Hasta 2012, Haxe pueden compilar en las siguientes plataformas con cierta parte de la API de la plataforma:
- C++
  - Windows
  - Linux
  - Mac OSX
  - iOS, (experimental)
  - Android, (experimental)
  - webOS, (experimental)
- Java (experimental)
- C# (experimental)

## Lenguaje
El lenguaje Haxe es similar a ECMAScript, aunque casi ningún código ECMAScript se ejecutará en Haxe sin modificaciones. A diferencia de ECMAScript, Haxe es un lenguaje compilado. Es un lenguaje de propósito general con programación orientada a objetos, excepciones, e inferencia de tipos con parámetros de clase. Clases genéricas, reflectividad, iteradores, y programación funcional están incorporados en la funcionalidad del lenguaje y librerías. A diferencia de otros lenguajes de programación, Haxe contiene un sistema de tipos fuerte y dinámico. El compilador comprobará tipos implícitos y dará errores de compilación, pero eso también permite al programador omitir la comprobación de tipos y se basan en el manejo dinámico de tipos de la plataforma de destino.
Desde que Haxe tiene sus orígenes en AS3, todas las APIs de Flash pueden ser usadas, aunque Haxe requiere código mejor formado y estándares de programación a diferencia de los compiladores Adobe (por ejemplo, respecto al ámbito y tipo de dato).
Los parámetros de las funciones pueden ser definidos de forma muy precisa en Haxe:
```
function
 
multiplesParametros
(
threedimensionalarray
:
Array
<
Array
<
Array
<
Int
>>>,
 
stringval
:
String
,
 
boolval
:
Bool
)
 
{}

// Valor entero opcional devuelve un entero

function
 
argumentoOpcional
(?
i
:
Int
 
=
 
0
):
Int
 
{

    
return
 
i
;

}

// Llama a una función sin parámetros

function
 
funcionComoParametro
(
f
:
Void
->
Void
)
 
{

    
f
();

}

// Llama a una función que retorna un entero, con un parámetro Int

function
 
retornarEntero
(
f
:
Int
->
Int
)
 
{

    
var
 
resultado
 
=
 
f
(
1
);

}

// función que coge cualquier clase de tipo y lo devuelve

function
 
puedoHacerCualquierCosa
(
d
:
Dynamic
):
Dynamic
 
{

    
return
 
d
;

}

```

Tipos enumerados son una característica clave del lenguaje; pueden tener parámetros propios y ser recursivos. Son similares a los tipos de datos algebraicos en lenguajes como ML o Haskell. Las enumeraciones en Haxe no son simplemente indexados valores de "número mágico" como en la mayoría de los lenguajes, pero es más abstracto: no contienen ningún valor inherente, pero pueden ser instanciados en variables como en este ejemplo:
```
    
enum
 
Color
 
{

        
rojo
;

        
verde
;

        
azul
;

        
rgb
:
 
(
r
:Int,
 
g:Int,
 
b:Int
);

    
}

 

    
class
 
Colores
 
{

        
static
 
function
 
aNumero
(
c
:
Color
):
Int
 
{

            
return
 
switch
 
(
c
)
 
{

                
case
 
rojo
:
 
0xFF0000
;

                
case
 
verde
:
 
0x00FF00
;

                
case
 
azul
:
 
0x0000FF
;

                
case
 
rgb
(
r
,
 
g
,
 
b
):(
r
 
<<
 
16
)
 
|
 
(
g
 
<<
 
8
)
 
|
 
b
;

            
}

        
}

        
static
 
function
 
validCalls
()
 
{

             
var
 
redint
 
=
 
toInt
(
Color
.
rojo
);

             
var
 
rgbint
 
=
 
toInt
(
Color
.
rgb
(
100
,
100
,
100
));
           

        
}

    
}

```

Este ejemplo dibuja un cuadrado rojo usando el objeto Flash MovieClip, y usa la palabra clave "import" (que en C# sería equivalente a "using").
```
import
 
Colors
;

class
 
Test
 
{

  
static
 
function
 
main
()
 
{

    
var
 
mc
:
flash
.
display
.
MovieClip
 
=
 
flash
.
Lib
.
current
;

    
mc
.
graphics
.
beginFill
(
rojo
.
aNumero
());

    
mc
.
graphics
.
moveTo
(
50
,
50
);

    
mc
.
graphics
.
lineTo
(
100
,
50
);

    
mc
.
graphics
.
lineTo
(
100
,
100
);

    
mc
.
graphics
.
lineTo
(
50
,
100
);

    
mc
.
graphics
.
endFill
();

  
}

}

```